# Ophion luteus
Ophion luteus là một loài tò vò trong họ Ichneumonidae.

## Hình ảnh

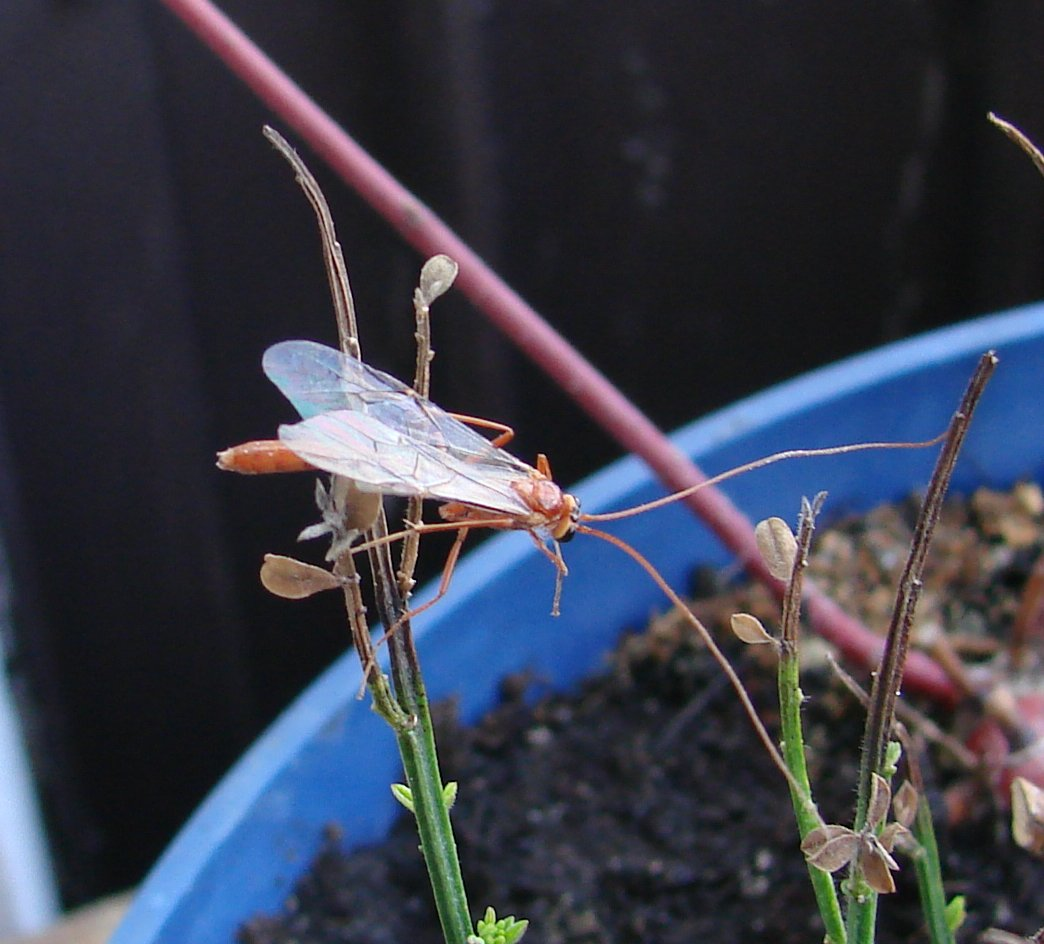
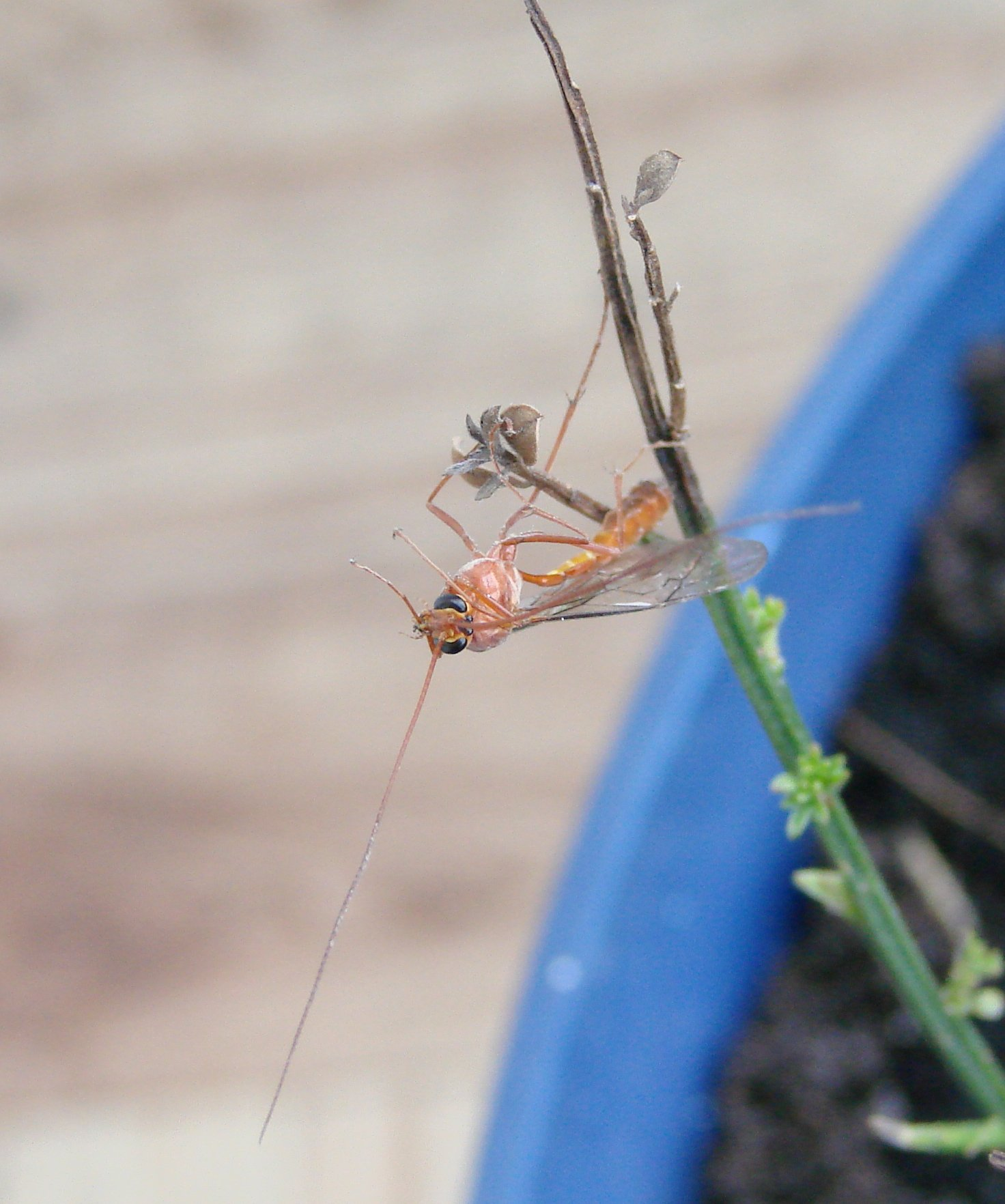